# كبريتيد المنغنيز الثنائي
كبريتيد المنغنيز الثنائي هو مركب كيميائي لاعضوي صيغته MnS، ويوجد على هيئة صلب بني.

## التحضير
يحضر المركب من التفاعل بين كلوريد المنغنيز الثنائي مع بيكبريتيد الأمونيوم:
{\displaystyle \mathrm {(NH_{4})_{2}S+\ MnCl_{2}\longrightarrow 2\ NH_{4}Cl+\ MnS} }

## الخواص
يوجد المركب في الشروط القياسية على هيئة مسحوق بلوري بني، وتبدي بنية المركب عدة أشكال بلورية.